# Иосиф (архимандрит Соловецкого монастыря)
Иосиф — архимандрит Соловецкого монастыря Русской православной церкви с 1666 по 1672 год.

## Биография
О его мирской жизни сведений не сохранилось. Постригся в монашество с именем Иосиф на Соловках и вскоре стал настоятелем монастырского подворья в городе Москве. До 1666 года отец Иосиф держался старой веры, как и все другие соловецкие монахи, раскола; но затем по требованию собора, беспрекословно оставил старообрядчество. 
В июле 1666 года Иосиф был назначен архимандритом Соловецкого монастыря на место Варфоломея, которого братия монастыря не желала более иметь архимандритом. В одной летописей это описывается так: «с предместником своим, архимандритом Варфоломеем и бывшим в Соловках на покое Саввы Сторожевского монастыря архимандритом и царским духовником Никанором для увещания заразившихся расколом соловецких монахов, которые оказали явное неповиновение соборному постановлению в исправлении церковных книг».
Когда отец Иосиф прибыл в Соловки, братия объявила ему, что разрешает ему жить в обители, но что слушаться его не станет; в соборной церкви в течение нескольких дней читалась привезенная Иосифом царская грамота и шли горячие споры о старой и новой вере. Иосиф некоторое время даже насильно удерживался в монастыре, но в конце 1667 года братия решила выслать его с Соловецких островов. После того он жил в Сумском посаде и оттуда управлял монастырскими вотчинами. Находясь в Карелии он вступил в конфликт с стряпчим Игнатием Волоховым, который был прислан со стрельцами усмирять восставший монастырь. По взаимным их жалобам оба они в 1672 году были вызваны в Москву и после разбирательства Иосиф был определен настоятелем в Казанский Спасопреображенский монастырь.